# Диантимонид пентапалладия
Диантимони́д пентапалла́дия — бинарное неорганическое соединение
палладия и сурьмы
с формулой Pd5Sb2,
кристаллы.

## Получение
- В природе встречается минерал стибиопалладинит[нем.] — Pd5Sb2 с примесями Cu, Sn, As[1].

- Нагревание чистых веществ в вакууме:

{\displaystyle {\mathsf {5Pd+2Sb\ {\xrightarrow {1000^{o}C}}\ Pd_{5}Sb_{2}}}}

## Физические свойства
Диантимонид пентапалладия образует кристаллы двух модификаций:
- гексагональной сингонии, пространственная группа P 63cm, параметры ячейки a = 0,7606 нм, c = 1,3863 нм, Z = 6, d = 10,8 г/см3;
- гексагональной сингонии, пространственная группа P 63/mmc, параметры ячейки a = 0,7598 нм, c = 2,8112 нм, Z = 12.